# Équipe de Hongrie masculine de basket-ball
Cet article traite de l'équipe masculine. Pour l'équipe féminine, voir Équipe de Hongrie féminine de basket-ball.
Maillots
L'Équipe de Hongrie masculine de basket-ball (en hongrois : Magyar nemzeti kosárlabda-váskalott) est l'équipe nationale qui représente la Hongrie dans les compétitions internationales masculine de basket-ball. Elle est placée sous l'égide de la Fédération hongroise de basket-ball (MKOSZ). L'équipe est affiliée à la FIBA depuis 1935. Son surnom est "Magyars", ce qui signifie « Hongrois ».
La Hongrie a connu sa meilleure période en compétitions internationales de basket-ball entre les années 1940 et 1960. C'est à cette époque que l'équipe nationale a remporté plusieurs médailles à l'EuroBasket dont un titre de champion d'Europe en 1955. La Hongrie a participé aux Jeux olympiques lors de quatre des six premières éditions de l'événement. Cependant, depuis 1969, l'équipe ne s'est qualifiée pour une compétition continentale qu'à trois reprises (1999, 2017, 2022). La Hongrie continue également de viser sa première participation à la Coupe du monde.

## Résultats

### Palmarès
| Compétitions mondiales                             | Compétitions continentales                                                   |
| -------------------------------------------------- | ---------------------------------------------------------------------------- |
| - Jeux olympiques - Néant - Coupe du monde - Néant | - EuroBasket (1) - Vainqueur en 1955 - Finaliste en 1953 - Troisième en 1946 |

### Parcours aux Jeux olympiques
- 1936 : -
- 1948 : 16e
- 1952 : 16e
- 1956 : -
- 1960 : 9e
- 1964 : 13e
- 1968 : -
- 1972 : -
- 1976 : -
- 1980 : -
- 1984 : -
- 1988 : -
- 1992 : -
- 1996 : -
- 2000 : -
- 2004 : -
- 2008 : -
- 2012 : -
- 2016 : -
- 2020 : -

### Parcours aux Championnats du Monde
- 1950 : -
- 1954 : -
- 1959 : -
- 1963 : -
- 1967 : -
- 1970 : -
- 1974 : -
- 1978 : -
- 1982 : -
- 1986 : -
- 1990 : -
- 1994 : -
- 1998 : -
- 2002 : -
- 2006 : -
- 2010 : -
- 2019 : -

### Parcours en Championnat d'Europe
- 1935 : 9e
- 1937 : -
- 1939 : 7e
- 1946 :  3e
- 1947 : 7e
- 1949 : -
- 1951 : -
- 1953 :  2e
- 1955 :  Champion
- 1957 : 4e
- 1959 : 4e
- 1961 : 6e
- 1963 : 4e
- 1965 : 15e
- 1967 : 13e
- 1969 : 8e
- 1971 : -
- 1973 : -
- 1975 : -
- 1977 : -
- 1979 : -
- 1981 : -
- 1983 : -
- 1985 : -
- 1987 : -
- 1989 : -
- 1991 : -
- 1993 : -
- 1995 : -
- 1997 : -
- 1999 : 14e
- 2001 : -
- 2003 : -
- 2005 : -
- 2007 : -
- 2009 : -
- 2011 : -
- 2013 : -
- 2015 : -
- 2017 : 15e
- 2022 : 23e

## Effectif
Effectif actuel lors du Championnat d'Europe de basket-ball 2022.
| Numéro | Joueur            | Poste | Naissance        | Taille | Club 2021-2022         |
| ------ | ----------------- | ----- | ---------------- | ------ | ---------------------- |
| 1      | Mikael Hopkins    | PF    | 23 juin 1993     | 2,06 m | Pallacanestro Reggiana |
| 5      | Rosco Allen       | SF    | 5 mai 1993       | 2,08 m | Niigata Albirex        |
| 6      | Ákos Keller       | PF/C  | 28 mars 1989     | 2,08 m | Falco KC Szombathely   |
| 8      | Ádám Hanga        | SF    | 12 avril 1989    | 2,00 m | Real Madrid            |
| 9      | Dávid Vojvoda     | SG/SF | 4 septembre 1990 | 1,96 m | Alba Fehérvár          |
| 11     | Szilárd Benke     | SF    | 22 mai 1995      | 1,96 m | Falco KC Szombathely   |
| 12     | Ádám Somogyi      | PG    | 30 juin 2000     | 1,90 m | Falco KC Szombathely   |
| 14     | György Golomán    | PF/C  | 2 avril 1996     | 2,11 m | Falco KC Szombathely   |
| 15     | Csaba Ferencz     | SF    | 24 mai 1985      | 1,95 m | BC Körmend             |
| 20     | Zoltán Perl       | PG    | 28 juillet 1995  | 1,95 m | Falco KC Szombathely   |
| 22     | János Eilingsfeld | PF    | 5 février 1991   | 1,98 m | Atomerőmű SE           |
| 25     | Benedek Váradi    | PG    | 5 février 1995   | 1,94 m | Falco KC Szombathely   |

Sélectionneur :  Stojan Ivković

### Joueurs marquants
- Robert Gulyas
- Dávid Kornél